# Dini Ahmed Abou Baker
Pour les articles homonymes, voir Abou Bakr.
Dini Ahmed Abou Baker (Diny Ahmed Aboubekr, ou Dini Ahmad Dini), fils du « sultan » Mohamed Hammed, est le principal signataire afar du traité de mars 1862 qui vend à la France pour 10 000 thalers le littoral occidental du Bab-el-Mandeb compris entre les ras Ali et Douméra. Selon Ahmed Dini, il est en fait « sultan » de Rehayto sous le nom de Dini Mohamed Bourhan.

## Traités avec la France
Dini Ahmed Abou Baker se rend à Paris en 1862 à bord de la Somme, commandée par Alphonse Fleuriot de Langle. Il signe le traité de cession d'Obock  au nom des « sultans » Mohammed ben Mohamed, Diny Koullou Osman Aly Ibrahim Aboubekr Chahm et Loeita, « chefs des tribus des Danakils Adalys et Debenehs ». Cette cession n'est mise en œuvre qu'en 1884 avec la création du Territoire d'Obock.
En 1863, Dini Ahmed écrit au ministre français des Affaires étrangères, Édouard Thouvenel, pour lui demander sa protection face au pacha ottoman d'Hodeida qui demande le paiement d'une contribution de 9 000 thalers, sans doute celle des douanes de Zeila concédées à Abou-Bakr.
En 1885, au moment de l'installation coloniale, Diny Ahmed confirme les termes du texte de 1862.